# Javier Benjumea Puigcerver
Javier Benjumea Puigcerver (Sevilla, 14 de gener de 1915 - 31 de desembre de 2001), primer marquès de Puebla de Cazalla, fou un empresari espanyol fundador del grup Abengoa.

## Biografia
El seu pare, Javier Benjumea Burín, va morir en 1929, deixant als seus cinc fills: Teresa, Mercedes, María Victoria, Elena i Javier a càrrec de la seva vídua Rosalía Puigcerver, una dona forta i austera, que els va tirar endavant.
Oncles seus van ser Rafael Benjumea y Burín, primer comte de Guadalhorce i ministre en els anys vint i Joaquín Benjumea Burín, primer comte de Benjumea, ministre de Franco i governador del Banc d'Espanya.
Javier Benjumea va estudiar amb els jesuïtes i va cursar Enginyeria a l'Escola d'Enginyers de l'ICAI (Universitat Pontifícia de Comillas) en Madrid.
Va fundar l'empresa d'enginyeria Abengoa en 1941.
En 1944 va contreure matrimoni amb Julia Llorente Zuazola, i van tenir tretze fills: Blanca, Elena, Felipe, Inés, Javier, Julia, Maria Carmen, Mara Jesús, María Teresa, Mercedes i Rocío. D'ells els dos homes van dirigir Abengoa conjuntament fins a l'any 2007, i Felipe, contínua des de llavors en solitari en aquest lloc.
Va ser nomenat Fill Predilecte d'Andalusia en 1990 i Marquès de Puebla de Cazalla pel rei Joan Carles I en 1994. Va ser President d'Honor d'Abengoa fins a la seva mort.